# Yuichiro Nagashima
Yuichiro Nagashima (長島雄一郎 Nagashima Yūichirō?) (Nishinomiya, 2 de julio de 1984) es un kickboxer, artista marcial mixto y luchador profesional japonés, más conocido por su apodo Yuichiro "Jienotsu" Nagashima (長島☆自演乙☆雄一郎 Nagashima Jien'otsu Yūichirō?). 
Nagashima es famoso por su costumbre de entrar en los combates caracterizado como varios personajes de anime y videojuegos de Japón (cosplay), lo que le ha valido el apodo de "Otaku Kickboxer". Entre estos se cuentan Haruhi Suzumiya y Mikuru Asahina de Suzumiya Haruhi no Yuutsu, Konata Izumi de Lucky☆Star, Marisa Kirisame de Touhou Project, Miku Hatsune de Vocaloid y muchos más.
Yuichiro es hermano del boxeador Kengo Nagashima.

## Carrera como artista marcial mixto
Nagashima, quien había practicado esporádicamente judo y kárate durante su etapa en la escuela, se unió al club de nippon kempo de la universidad de Kobe durante su estancia allí. De 2005 a 2006, Yuichiro comenzó a participar en eventos de MMA, haciéndose famoso por realizar cosplay de personajes -especialmente femeninos- de anime y videojuegos en su entrada en la arena.

## Carrera como kickboxer
En 2007, Nagahsima comenzaría a competir en kickboxing, siendo apodado "Otaku Kickboxer" por los comentaristas a causa de su conocida costumbre de hacer cosplay en su entrada. Su andadura en el deporte tuvo un ascenso meteórico con una racha de 10 victorias seguidas en la New Japan Kickboxing Federation, ganando el Super Welterweight Championship y convirtiéndose así en el primer campeón externo a NJKF, ya que él no formaba parte de la empresa por entonces.
Nagashima nunca ha destacado por ser un kickboxer particularmente técnico o resistente, pero a la hora de pisar el cuadrilátero, su peculiar ofensiva basada en el arte del kempo, así como su arrojo y entusiasmo, le han otorgado victorias sorprendentes y el apoyo del público.

### K-1 (2009-2011)
Después de ganar el título, la empresa más importante de kickboxing en el país, K-1, ofreció un contrato a Nagashima y éste aceptó, participando en el torneo World MAX 2009 de 2009.
Comenzando su andadura en el kickboxing, Nagashima se destacó por una racha de 12 victorias. Sus inicios en la federación de kickboxing de Japón, K-1, no fueron tan afortunados, ya que sufrió su primera derrota a manos de Yuya Yamamoto en la semifinal del . Sin embargo, Nagashima se resarció de esta derrota ganando el siguiente torneo, el World MAX 2010 -70kg Japan Tournament, derrotando a Hiroki Nakajima en la final. Aunque consiguió una gran victoria sobre HAYATO en los cuartos de final, Yuichiro sufrió su primera derrota a manos de Yuya Yamamoto, siendo eliminado.
El 27 de marzo de 2010, Nagashima participó en el torneo K-1 World Max 2010 Japan y resultó vencedor después de tres knockouts consecutivos. Aunque expresó intención de defender su título de NJKF después del torneo, devolvió el campeonato, ya que iba a participar en el siguiente torneo y no podría defenderlo.
El 31 de diciembre de 2010, Nagashima formó parte de un combate de exhibición entre kickboxing y artes marciales mixtas, siendo programada una lucha contra el luchador de MMA y experto en jiu-jitsu brasileño Shinya Aoki. El combate se llevaría a cabo con una ronda con reglas de kickboxing y otra de MMA, cuyo orden se decidió con un lanzamiento de moneda, indicándose que la ronda de Nagashima iría primero. Pero, al comienzo de ésta, Aoki se negó a establecer contacto con Nagashima, lanzando ataques al azar desde las cuerdas a fin de que la ronda de kickboxing terminase y poder comenzar la acción en la ronda de MMA, donde Shinya se hallara con ventaja. Cuando dicha ronda comenzó y Aoki se supo con las reglas a su favor, se lanzó a las piernas del kickboxer para derribarlo y someterlo, pero Nagashima lo interceptó lanzando un veloz y contundente rodillazo que acertó a Shinya en la quijada a mitad del movimiento. El golpe noqueó instantáneamente a Aoki, lo que permitió a Nagashima rematarlo con golpes hasta que el árbitro declaró la victoria del otaku.

## Carrera como luchador profesional

### Pro Wrestling ZERO1 (2011-2012)
El 6 de marzo de 2011, Nagashima apareció en la empresa de lucha libre profesional Pro Wrestling ZERO1 para retar al también principiante Daichi Hashimoto, quien se acababa de enfrentar con Masahiro Chono, y afirmó que él también debutaría en la lucha libre en poco tiempo y que sería el futuro rival de Daichi. Para ello, Nagashima comenzó a entrenar en el dojo de ZERO1 bajo la supervisión de Shinjiro Otani, quien era también el entrenador de Hashimoto. Aunque Hashimoto era el objetivo de Yuichiro, el veterano Kohei Sato se ofreció a luchar primero contra Nagashima y, finalmente, éste tuvo su debut el 5 de mayo, derrotando a Sato en el Korakuen Hall. El combate fue muy alabado y se dijo que la habilidad de Yuichiro era tal, que daba la impresión de llevar años en la lucha libre. Más tarde, el 14 de junio, Yuichiro tuvo su primer combate contra Daichi, haciendo equipo con el antiguo yokozuna y también exluchador de K-1 Akebono para derrotar a Hashimoto & Shinjiro Otani. Akebono y Nagashima llamaron a su equipo "AKB64" (en parodia a AKB48) y prometieron reunirse en el futuro. Dos meses después, Nagashima volvería, haciendo equipo con Otani y Hashimoto para derrotar a Ryoji Sai, KAMIKAZE & Munenori Sawa.
Tras su último enfrentamiento, Nagashima anunció su intención de luchar contra Masahiro Chono, quien ya había competido contra Hashimoto. Chono accedió y el combate se celebró en Inoki Genome Federation, con Masahiro derrotando también a Nagashima. Tras ello, Yuichiro comenzó a competir activamente para IGF, obteniendo importantes victorias a Munenori Sawa y Bob Sapp. A su retorno a ZERO1, Nagashima entró en un feudo con Hayato Fujita, siendo derrotado por él. Tras ello, Nagashima se tomó un año sabático de la lucha libre, haciendo su retorno contra Black Tiger en septiembre de 2013.

## En lucha
- Movimientos finales
  - Cross armbar
  - Diving moonsault[9]

- Movimientos de firma
  - Arm wrench somersault cradle pin[11]
  - Belly to back suplex[5]
  - Crucifix pin[5]
  - Dragon screw[5]
  - Facewash[8] - parodiado de Shinjiro Otani
  - Hurricanrana,[5] a veces a un oponente elevado[5]
  - Octopus hold[12]
  - Russian legsweep derivado en kneelock
  - Shining wizard[12]
  - Spinning backfist[5]
  - Suicide second rope springboard moonsault[8]
  - Varios tipos de kick:
    - Capoeira one-handed handstand high a un oponente agachado[13]
    - Drop, a veces desde una posición elevada
    - Múltiples stiff roundhouse al torso del oponente[12]
    - Múltiples stiff shoot al pecho del oponente[12]

  - Wheelbarrow bodyscissors victory roll[5]

- Apodos
  - Yuichiro ☆Jienotsu☆ Nagashima[1]
  - "Pink Charisma"[12]
  - "The Otaku Kickboxer"

## Campeonatos y logros
- New Japan Kickboxing Federation
  - Super Welterweight Championship (1 vez)
  - RR Lightweight Tournament (2006)
  - MARS Blaser Bout Tournament (2008)
  - Mejor actuación (2008)

- K-1
  - K-1 World MAX 2011 -70kg Japan Tournament (2010)

## Récords

### Kickboxing
| Resultado | Récord | Oponente            | Método                    | Evento                                                                 | Fecha                   | Ronda | Tiempo | Localización        |
| --------- | ------ | ------------------- | ------------------------- | ---------------------------------------------------------------------- | ----------------------- | ----- | ------ | ------------------- |
| Derrota   | 17-5   | Henri van Opstal    | DEcisión (unánime)        | REBELS.13                                                              | 28 de octubre de 2012   | 3     | 3:00   | Tokio, Japón        |
| Victoria  | 17-4   | Kenmun              | Decisión (unánime)        | K-1 World MAX 2011 -70kg Japan Tournament Final                        | 25 de agosto de 2011    | 3     | 3:00   | Saitama, Japón      |
| Derrota   | 16-4   | Mike Zambidis       | TKO (gancho de derecha)   | K-1 World MAX 2010 Final Quarter-final                                 | 8 de noviembre de 2010  | 3     | 0:53   | Tokio, Japón        |
| Victoria  | 16-3   | Andre Dida          | Decisión (mayoría)        | K-1 World MAX 2010 Final 16 - Part 1                                   | 27 de marzo de 2010     | 3     | 3:00   | Tokio, Japón        |
| Victoria  | 15-3   | Hiroki Nakajima     | TKO (gancho de derecha)   | K-1 World MAX 2010 -70kg Japan Tournament Final                        | 27 de marzo de 2010     | 3     | 1:58   | Saitama, Japón      |
| Victoria  | 14-3   | Ryuji               | TKO (parada)              | K-1 World MAX 2010 -70kg Japan Tournament Semifinal                    | 27 de marzo de 2010     | 1     | 1:44   | Saitama, Japón      |
| Victoria  | 13-3   | Yuji Nashiro        | TKO (parada)              | K-1 World MAX 2010 -70kg Japan Tournament Quarterfinal                 | 27 de marzo de 2010     | 1     | 0:39   | Saitama, Japón      |
| Derrota   | 12-3   | Xu Yan              | TKO (gancho de izquierda) | K-1 World MAX 2009 World Championship Tournament Final                 | 26 de octubre de 2009   | 1     | 1:04   | Tokio, Japón        |
| Derrota   | 12-2   | Albert Kraus        | TKO (puñetazos)           | K-1 World MAX 2009 World Championship Tournament Final 16              | 21 de abril de 2009     | 1     | 1:07   | Tokio, Japón        |
| Derrota   | 12-1   | Yuya Yamamoto       | Decisión (parada médica)  | K-1 World MAX 2009 Japan Tournament Semifinal                          | 23 de febrero de 2009   | 3     | 0:59   | Tokio, Japón        |
| Victoria  | 12-0   | HAYATO              | TKO (parada)              | K-1 World MAX 2009 Japan Tournament Quarterfinal                       | 23 de febrero de 2009   | 2     | 0:36   | Tokio, Japón        |
| Victoria  | 11-0   | Sakushi K-River     | TKO (parada médica)       | DEEP Protect Impact 2008                                               | 22 de diciembre de 2008 | 2     | 0:39   | Tokio, Japón        |
| Victoria  | 10-0   | Teruaki Furukawa    | TKO (parada)              | NJKF Start of the New Legend XIII                                      | 9 de noviembre de 2008  | 1     | 1:04   | Tokio, Japón        |
| Victoria  | 9-0    | Shoichiro Miyakoshi | TKO (parada)              | NJKF Start of the New Legend XI                                        | 27 de julio de 2008     | 1     | 1:50   | Tokio, Japón        |
| Victoria  | 8-0    | Kenta               | Decisión (mayoría)        | NJKF West Swell                                                        | 8 de junio de 2008      | 5     | 3:00   | Osaka, Japón        |
| Victoria  | 7-0    | Marmai              | TKO (puñetazos)           | Khaolak Stadium                                                        | 3 de mayo de 2008       | 4     | 3:00   | Khao Lak, Tailandia |
| Victoria  | 6-0    | Shine Soo           | TKO (gancho de izquierda) | MARS 11 2nd Anniversary MARS Blaster Bout Tournament A block Final     | 11 de febrero de 2008   | 3     | 0:18   | Tokio, Japón        |
| Victoria  | 5-0    | K. Worwanchai       | Decisión (unánime)        | MARS 11 2nd Anniversary MARS Blaster Bout Tournament A block Semifinal | 11 de febrero de 2008   | 2     | 3:00   | Tokio, Japón        |
| Victoria  | 4-0    | Norimasa Iwasaki    | Decisión (unánime)        | MARS 10 All-Out War                                                    | 9 de diciembre de 2007  | 3     | 3:00   | Tokio, Japón        |
| Victoria  | 3-0    | Junichi Maruyama    | TKO (parada)              | MARS 09                                                                | 13 de octubre de 2007   | 1     | 2:27   | Osaka, Japón        |
| Victoria  | 2-0    | Kenji Ueda          | TKO (puñetazos)           | DEEP 30 Impact                                                         | 15 de abril de 2007     | 1     | 1:38   | Osaka, Japón        |
| Victoria  | 1-0    | Fumihito Fukano     | TKO (patada alta)         | NJKF Fighting Evolution IV Kenshinjuku 10th anniversary                | 15 de abril de 2007     | 1     | 2:04   | Osaka, Japón        |

### Artes marciales mixtas
| Resultado | Récord | Oponente        | Método             | Evento                                              | Fecha                    | Ronda | Tiempo | Localización           |
| --------- | ------ | --------------- | ------------------ | --------------------------------------------------- | ------------------------ | ----- | ------ | ---------------------- |
| Derrota   | 4-2    | Hiroshi Shiba   | Decisión (unánime) | Realrhythm 5th Stage                                | 18 de septiembre de 2006 | 2     | 5:00   | Osaka, Japón           |
| Victoria  | 4-1    | Hiromu Nakado   | TKO (puñetazos)    | Pancrase 2006 Blow Tour                             | 1 de octubre de 2006     | 1     | 0:12   | Osaka, Japón           |
| Victoria  | 3-1    | Yusuke Kagiyama | TKO (puñetazos)    | Realrhythm 4th Stage RR Lightweight Tourmaent Final | 30 de julio de 2006      | 1     | 3:45   | Osaka, Japón           |
| Victoria  | 2-1    | Tsuneo Kimura   | TKO (puñetazos)    | RR 3rd STAGE Lightweight Tournament Semifinal       | 29 de abril de 2006      | 1     | 0:41   | Toyonaka, Osaka, Japón |
| Victoria  | 1-1    | Tsuyoshi Ohno   | TKO (puñetazos)    | RR 3rd STAGE Lightweight Tournament Quarterfinal    | 29 de abril de 2006      | 1     | 0:37   | Toyonaka, Osaka, Japón |
| Derrota   | 0-1    | Satoru Takadaya | Sumisión (armlock) | Powergate 2 "The Shout of the Spirits"              | 27 de agosto de 2005     | 1     | 1:59   | Osaka, Japón           |

### Luchas de reglas mixtas
| Resultado | Récord | Oponente           | Método             | Evento                                      | Fecha                   | Ronda | Tiempo | Localización       |
| --------- | ------ | ------------------ | ------------------ | ------------------------------------------- | ----------------------- | ----- | ------ | ------------------ |
| Derrota   | 2-1    | Katsunori Kikuno   | TKO (puñetazos)    | Fight For Japan: Genki Desu Ka Omisoka 2011 | 31 de diciembre de 2011 | 2     | 2:34   | Saitama, Japón     |
| Victoria  | 2-0    | Shinya Aoki        | TKO (rodillazo)    | Dynamite!! 2010                             | 31 de diciembre de 2010 | 2     | 0:04   | Saitama, Japón     |
| Victoria  | 1-0    | Hirokazu Kashiwagi | Decisión (unánime) | ACCEL - Kakuto Budokai 1                    | 31 de julio de 2004     | 3     | 5:00   | Kobe, Hyogo, Japón |

## Cosplays utilizados
- Haruhi Suzumiya de Suzumiya Haruhi no Yuutsu
- Mikuru Asahina de Suzumiya Haruhi no Yuutsu
- Yuki Nagato de Suzumiya Haruhi no Yuutsu
- Konata Izumi de Lucky☆Star
- Rena Ryuguu de Higurashi no Naku Koro ni
- Miku Hatsune de Vocaloid
- Takakazu Abe de Kuso Miso Technique
- Vita de Magical Girl Lyrical Nanoha A's
- Vivio Takamachi de Magical Girl Lyrical Nanoha Vivid
- Miss Golden Week de One Piece
- Yomi Isiyama de Ga-rei
- Index de To Aru Majutsu no Index
- Tomoyo Sakagami de CLANNAD
- Ai Enma de Jigoku Shojo
- Ranka Lee de Macross Frontier
- Komugi Nakahara de Nurse Witch Komugi
- Shana de Shakugan no Shana
- Haruko Momoi
- Haruka Nogizaka de Nogizaka Haruka no Himitsu
- Alicia Florence de ARIA
- Kamina de Tengen Toppa Gurren Lagann
- Suiginto de Rozen Maiden
- Hitagi Senjogahara de Bakemonogatari
- Kurimu Sakurano de Seitokai no Ichizon
- Reimu Hakurei de Touhou Project
- Eirin Yagokoro de Touhou Project
- Marisa Kirisame de Touhou Project
- Cirno de Touhou Project
- Kaworu Nagisa de Neon Genesis Evangelion
- Sachiel de Neon Genesis Evangelion
- Saber de Fate/stay night
- Kokoro Akechi de Tantei Opera Milky Holmes
- Kuroko Shirai de To Aru Kagaku no Railgun
- Emi Sendo de Cardfight!! Vanguard
- Mami Tomoe de Puella Magi Madoka Magica
- Mr. 2 Bon Clay (con Akebono como Portgas D. Ace) de One Piece